# Llista de còmics de Mortadel·lo i Filemó
Aquesta és la llista dels còmics de Mortadel·lo i Filemó, de Francisco Ibáñez, ordenats per data de publicació. S'hi indica part de l'argument.
| Número | Capítol                    | Any  | Nom original                    | Pàgines |
| ------ | -------------------------- | ---- | ------------------------------- | ------- |
| 1      | El sulfat atòmic           | 1969 | El sulfato atómico              | 46      |
| 2      | Contra la banda del Llardó | 1969 | Contra el "gang" del Chicharrón | 44      |
| 3      | Safari pels carrers        |      | Safari callejero                | 44      |
| 4      | Agafeu-lo per les banyes!  | 1970 | Valor y... ¡al toro!            | 44      |
| 5      | El cas del bacallà         | 1970 | El caso del bacalao             | 44      |
| 6      | Chapeau el "desnerit"      |      | Chapeau el "esmirriau"          | 44      |
| 7      | La màquina de la canviada  |      | La máquina del cambiazo         | 44      |
| 8      | La caixa dels deu panys    | 1971 | La caja de diez cerrojos        | 44      |
| 9      | Magí, "el mag"             | 1971 | Magín "el mago"                 | 44      |
| 10     | A la caça del quadre!      | 1971 | ¡A la caza del cuadro!          | 44      |

## El sulfat atòmic
El sulfat atòmic (El sulfato atómico originalment en castellà) és la primera història llarga que va dibuixar Francisco Ibáñez sobre Mortadel·lo i Filemó (i de fet, qualsevol altre personatge seu). Va ser publicada serialitzada per Editorial Bruguera a la revista Gran Pulgarcito nº 1 a 23 de 27 de gener del 1969 al 30 de juny de 1969. El 1987 es va republicar en català en la col·lecció Mestres de l'Humor d'Edicions B.
El còmic es distingeix dels posteriors per tenir un estil de dibuix més detallista i per què la història és lineal i no dividida per capítols per així poder-la presentar millor en els lliuraments setmanals de les revistes. A més, té 46 pàgines en comptes de les 44 estàndards que tindran gairebé tota la resta. La distribució de vinyetes segueix un esquema típic de l'escola belga del còmic en què la majoria de pàgines es divideixen en quatre tires de vinyetes. Aquest esquema no seguirà en els còmics immediatament posteriors en què hi haurà una mitjana de cinc tires per pàgina.
Va ser en aquest còmic que va tenir lloc la primera aparició del Superintendent Vicent i del Professor Bacteri.

### Argument
El sulfat atòmic és un líquid que, segons el professor Bacteri, elimina les plagues del camp. Tanmateix, produeix just l'efecte contrari: engrandeix els animals, pel que representa un greu perill per a la humanitat.
Un dels pots que contenien aquest compost és robat per agents de la república de Tirania. Allí governa el dictador Bruteztrausen, que pretén dominar el món. La missió de Mortadel·lo i Filemó és anar a Tirània i recuperar el pot. Els dos agents, en la fugida, aconsegueixen provocar tal caos que aconsegueixen fins i tot derrocar el règim dictatorial, encara que després se sap que en Trencasostren ocupa el nou càrrec de dictador.

## Contra la banda del Llardó
Contra la banda del Llardó (Contra el "gang" del Chicharrón originalment en castellà) és la segona història llarga que va dibuixar Francisco Ibáñez sobre Mortadel·lo i Filemó. Va ser publicat el 1969 a la revista Gran Pulgarcito nº 24 a 34. El 1987 es va republicar en català en la col·lecció Mestres de l'Humor d'Edicions B. A diferència de la història llarga anterior, en aquest cada pàgina es divideix en una mitjana de cinc tires de vinyetes, esquema que l'autor conserva durant els àlbums posteriors. El còmic està dividit en capítols de quatre pàgines per facilitar l'edició en publicacions setmanals d'aquest i cada capítol es presenta amb un títol en verset.

### Argument
Una banda d'espies internacionals, la "banda del Llardó", s'ha introduït al país. Intenten operar en punts claus i Mortadel·lo i Filemó hauran d'apressar la banda, cosa que fan d'un a un (per ordre): el "Metralleta", el "Paquiderm", Kin-Un el "Raquític", el "Motocicleta", el "Moro", el "Sangonera", el "Blancaneus", el Bescomte Godofred, el "Mongol" i Gedeó el "Llardó", que és el cap de la banda. En cada un dels deu primers capítols s'apressa a un membre diferent de la banda menys a l'últim i onzè en què juntament s'escapen tots de la presó per ser capturats de nou. Els diferents membres de la banda tornen a sortir en l'àlbum ¡Venganza cincuentona! en el que proven de venjar-se del parell d'investigadors. També apareixen a la historieta del Bruguera Equip de mitjans els anys 80 El crecepelo infalible.

## Safari pels carrers
Safari pels carrers (Safari callejero originalment en castellà) és la tercera història llarga que va dibuixar Francisco Ibáñez sobre Mortadel·lo i Filemó. Va ser publicada setmanalment entre el 1969 i el 1970 a la revista Gran Pulgarcito nº 42 a 52. El 1990 es va republicar en català en la col·lecció Mestres de l'Humor d'Edicions B.

### Argument
Un lladre ha entrat a casa del professor Bacteri i ha provocat que tots els animals del seu laboratori s'escapin. Els animals estan sota els efectes d'un sèrum que els canvia el metabolisme i els costums. En Mortadel·lo i en Filemó els hauran de recuperar cercant-los per tota la ciutat.

## Agafeu-lo per les banyes
Agafeu-lo per les banyes! (Valor y... ¡al toro! originalment en castellà) és la quarta història llarga que va dibuixar Francisco Ibáñez sobre Mortadel·lo i Filemó. Va ser publicada el 1970 a la revista Gran Pulgarcito nº 53 a 73. Es va republicar en català en la col·lecció Mestres de l'Humor d'Edicions B. L'estil de dibuix d'aquest còmic presenta algunes anormalitats degudes al moment. És un estil més detallat del que és habitual, i això destaca sobretot en les quatre primeres pàgines en què és molt semblant al d'El Sulfat Atòmic, amb quatre tires de vinyetes per article i uns decorats molt elaborats, a l'estil de l'escola belga del còmic. En canvi més endavant, tot i conservar un detallisme dels personatges més elaborat del que és habitual, el còmic torna a les cinc tires de vinyetes per pàgina habituals de l'època. La raó és que en una de les discussions habituals que va tenir amb l'Editorial Bruguera, l'Ibáñez va decidir treballar per una altra editorial, i com que no en tenia els drets d'autor va decidir de fer-ho amb uns personatges nous. Més tard, però, va poder arribar a un acord, i va reciclar les primeres pàgines que ja tenia fetes per fer una història llarga de Mortadel·lo i Filemó, per això hi ha casos en què sembla que el cap d'en Filemó no acabi d'encaixar en el dibuix. És també per això que passi el fet tan poc habitual de què la història comenci amb en Filemó i que la missió es dugui a terme sense intervenció del Súper.

### Argument
En Mortadel·lo i en Filemó han de recuperar uns plànols robats per una banda que intenta abandonar la ciutat a bord d'un transatlàntic al que els dos investigadors embarquen per recuperar-los.

## El cas del bacallà
El cas del bacallà ("El caso del bacalao", originalment en castellà) és la cinquena història llarga que va dibuixar Francisco Ibáñez sobre Mortadel·lo i Filemó.
La història té cinc capítols perfectament delimitats: un de 28 pàgines i quatre més de quatre. La raó d'aquesta anomalia és que primerament havia de ser una historieta de només 28 pàgines, en la que va deixar un final obert per si es podia acabar per fer un àlbum de 44 pàgines. El primer capítol es va publicar primerament en la revista Gran Pulgarcito en els números del 74 i 84 (del juny a l'agost del 1970) que va ser l'últim de la revista. Els altres capítols es varen publicar en la revista Mortadelo en els números del 0 al 4, aquest últim amb data del 14 de desembre.
En l'aspecte artístic destaca que el primer capítol està més elaborat que la resta i que el segon té una entitat que destaca entre els altres per la seva mala qualitat que crea la sensació que s'ha fet amb preses per part d'un aficionat.
L'argument vertebrador de la segona pel·lícula amb actors de Mortadel·lo i Filemó (Mortadelo y Filemón - Misión: Salvar la Tierra) està en gran part inspirada en el d'aquest àlbum.

### Argument
Algú està regalant el bacallà a tots els comerciants de la ciutat, que el venen a duro el quilo, provocant que totes les mestresses de casa el comprin per cuinar. Això provoca que la set s'estengui entre els habitants de la ciutat. Mentrestant, a la T.I.A., es descobreix que ha estat obra de Lucrecio Borgio, el rei de la Màfia, de manera que en Mortadel·lo i en Filemó han d'anar al seu amagatall per descobrir que rere aquesta aparent generositat s'amaga un pla maquiavèl·lic consistent en crear una gran quantitat de set per després tallar el subministrament d'aigua i vendre-la a preus desorbitats per enriquir-se. El pla fracassa quan en Mortadel·lo canta una dansa de la pluja i inunda del tot la ciutat. A causa d'això, en el segon capítol la ciutat ha quedat submergida i en el tercer enfangada. Mentrestant, en Mortadel·lo i en Filemó van capturant els membres de la banda.

## Chapeau el "esmirriau"
Chapeau el "desnerit" (Chapeau el "esmirriau") és la sisena història llarga que va dibuixar Francisco Ibáñez sobre Mortadel·lo i Filemó. Va ser publicada entre el 1970 i el 1971.
El Súper deixa a càrrec d'en Mortadel·lo i en Filemó amb una moneda antiga i molt valuosa, però tot just l'han posada a la caixa forta que en Chapeau l'"esmirriau" la roba. Tots dos proven d'enfrontar-s'hi, però el seu barret amaga tot de mecanismes de defensa i atac que fan que els pugui esquivar sense esforçar-se.
El llibre està dividit en onze capítols de quatre pàgines, per facilitar la publicació setmanal, en els que proven d'aturar l'enemic, cosa que no aconsegueixen fins a l'últim en què descobreixen que la tan valuosa moneda només és un truc que fa servir el professor Bacteri per comprar tabac en una màquina expenedora que sempre li torna aquella moneda, aconseguint fumar de franc.
Aquest personatge torna a tenir un capítol dedicat en l'àlbum ¡Venganza cincuentona! en el que prova de venjar-se del parell d'investigadors.

## La màquina de la canviada
La màquina de la canviada (La máquina del cambiazo en castellà) és la setena història llarga que va dibuixar Francisco Ibáñez sobre Mortadel·lo i Filemó. Es va realitzar en tres moments diferents. La primera part va néixer com una aventura curta el 1969 publicada a la revista Gran Pulgarcito en el seu Extra Verano 1969 amb el mateix títol La máquina del cambiazo, la segona part de dos episodis com una seqüela de l'anterior el 1970 a Super Pulgarcito nº2 i 3 amb els títols El malvado Jack Tortazo y la máquina del cambiazo i Otra racha de traspasos con la máquina del cambiazo, i la tercera part de cinc episodis es va publicar per lliuraments a la revista Mortadelo al llarg del 1971 amb els títols La máquina del cambiazo o la cosecha del porrazo, Y sigue la maquinita, fastidiando, la maldita, ¡Vaya un cambiazo, Jesús! ¡El súper por un obús!, La máquina, cual sardina, se mece en el mar de China, Con el chucho carcamal, la historia llega al final. Al completar-se es va publicar recopilat com a àlbum el mateix 1971 al número 9 de la col·lecció Ases del humor.
La màquina que dona peu a l'argument apareix en altres historietes:
- ¡La Maldita Maquinita! que és una seqüela directa d'aquest àlbum.
- El Quinto Centenario, en què la màquina ha estat adaptada per viatjar en el temps.
- Bajo el Bramido del Trueno!, en què també serveix per als viatges en el temps.
- La cámara calorífera, historieta curta publicada en un especial de Nadal. La màquina està adaptada per cercar llocs frescos.
- La cámara busca fresquito, historieta curta publicada en un especial d'estiu. La màquina està adaptada per trobar llocs frescs.

El professor Bacteri ha inventat La máquina del cambiazo. És una màquina que serveix per canviar de posició a la gent. S'hi introdueix una persona, s'hi indiquen unes coordenades i la persona que hi sigui a dins apareixerà en les coordenades indicades, substituint a qui hi hagués en aquell lloc, que apareixerà a la màquina sense saber com ni per què. La TIA vol aprofitar l'invent per capturar a diversos delinqüents. En Mortadel·lo i en Filemó són els encarregats de posar-s'hi per canviar-se de posició amb els criminals.

## La caixa dels deu panys
La caixa dels deu panys ("La caja de diez cerrojos", originalment en castellà) és la vuitena història llarga que va dibuixar Francisco Ibáñez sobre Mortadel·lo i Filemó. Va ser publicada el 1971.

### Argument
En aquesta aventura, en Mortadel·lo i en Filemó hauran d'obrir una caixa en què un multimilionari va deixar tota la seva fortuna. La caixa està blindada, i és impossible d'obrir si no és a través dels déus panys, amb claus que estan amagades al racons més remots del món, de manera que la missió consisteix a anar-les recuperant una a una. Al final, quan aconsegueixen obrir la caixa es pensen que només era una broma i que tot l'esforç ha estat en va, ja que en surt una joguina per espantar, de manera que la tiren al fons del mar ignorant que a dins hi ha un diamant enorme.
La història està dividida en 11 capítols de quatre pàgines per facilitar la seva publicació setmanal. En el primer s'explica la missió i en els altres 10 aconsegueixen en cada un una clau diferent.

## Magí, "el mag"
Magí "el mag" (Magín "el mago", originalment en castellà) és la novena història llarga que va dibuixar Francisco Ibáñez sobre Mortadel·lo i Filemó. Va ser publicada el 1971. Es va republicar el 1989 en català com al número 7 de la col·lecció Mestres de l'Humor d'Edicions B. En Magí és un mag que posseeix la capacitat d'hipnotitzar a tothom que li miri directe als ulls habilitats que fa servir per dur a terme robatoris importants a la ciutat. La missió que encarrega en Súper a en Mortadel·lo i en Filemó és apressar-lo per aturar-lo. Aquest personatge torna a tenir un capítol dedicat en l'àlbum ¡Venganza cincuentona! en el que prova de venjar-se del parell d'investigadors.

## A la caça del quadre!
A la caça del quadre! ("¡A la caza del cuadro!" originalment en castellà) és la desena història llarga que va dibuixar Francisco Ibáñez sobre Mortadel·lo i Filemó. Va ser publicada el 1971. El professor Bacteri ha venut la seva col·lecció de quadres sense saber que en un d'aquests el superintendent havia amagat un document secret. I no recorda en quin d'ells. En Mortadel·lo i en Filemó hauran d'entrar a les cases dels compradors i cercar els documents sense que se n'assabentin els nous propietaris.

## Els invents del profesor Bacteri
Els invents del professor Bacteri ("Los inventos del profesor Bacterio", originalment en castellà) és l'onzena història llarga que va dibuixar Francisco Ibáñez sobre Mortadel·lo i Filemó. Va ser publicada a cavall entre el 1971 i el 1972. Es va republicar el 1990 en català com al número 15 de la col·lecció Mestres de l'Humor d'Edicions B.
El professor Bacteri té a punt una sèrie d'invents que haurien de facilitaran les tasques dels agents, però abans de tot cal provar si els invents funcionen correctament. Aquesta és la tasca d'en Mortadel·lo i d'en Filemó.

## Gatolandia 76
Gatolandia 76 és la dotzena història llarga que va dibuixar Francisco Ibáñez sobre Mortadel·lo i Filemó. Va ser publicada el 1972 amb motiu de les Olimpíades de Múnic.
En un inici es va anomenar En la Olimpiada (A l'Olimpíada), però més tard es va canviar de nom a Gatolandia 76 per no deixar un buit en la sèrie de còmics olímpics que després d'aquest l'Ibáñez ha anat creant cada 4 anys: Moscou 80, Los Angeles 84, Seül 88, Barcelona '92, Atlanta 96, Sydney 2000, Atenes 2004, Pequín 2008, Londres 2012 i Rio 2016.
És l'únic còmic dedicat a uns Jocs Olímpics en què els personatges se situen en un país fictici.
En Mortadel·lo i en Filemó han d'anar al país de Gatolandia, on han s'han de celebrar els Jocs Olímpics, amb la missió d'inflitrar-se entre els atletes i intentar trobar l'agent de Perrolandia (Goslàndia), acèrrims enemics de Gatolandia que pretén boicotejar els Jocs.

## Operación: ¡Bomba!
Operación: ¡Bomba! (Operació: Bomba!) és la tretzena història llarga que va dibuixar Francisco Ibáñez sobre Mortadel·lo i Filemó. Va ser publicada el 1972.
En Mortadel·lo i en Filemó hauran de trobar i destruir diverses bombes que un terrorista està col·locant en diversos punts de la ciutat. Aquestes bombes estan camuflades i l'única forma de localitzar-les és mitjançant un brunzit que fan abans d'explotar.

## Los diamantes de la gran duquessa
Los diamantes de la gran duquessa (Els diamants de la gran duquessa) és la catorzena història llarga que va dibuixar Francisco Ibáñez sobre Mortadel·lo i Filemó. Va ser publicada el 1972.
En Mortadel·lo i en Filemó són els encarregats de vigilar els 10 diamants de la gran duquessa Tatialagueña, però Vicente el urraco (Vicente la garsa) els ha aconseguit robar. El Vicente els ha amagat en deu llocs diferents i és la tasca dels dos protagonistes recuperar-los.
En cada capítol en van recuperant un. En el capítol final, però, quan ja els tenen tots i els han de tornar, els polvoritzen per error.

## El otro "yo" del profesor Bacterio
El otro "yo" del profesor Bacterio (L'altre "jo" del professor Bacteri) és la quinzena història llarga que va dibuixar Francisco Ibáñez sobre Mortadel·lo i Filemó. Va ser publicada al llarg de 1972 i 1973.
El professor Bacteri ha provat un dels seus invents. Aquest invent estimula l'altre "jo" (persona que del seu subconscient) de cada persona i l'altre "jo" del professor Bacteri és un gamberro que es dedica a fer maleses per la ciutat. En Mortadel·lo i en Filemó hauran de trobar el professor Bacteri i dur-lo a la T.I.A. perquè pugui ser curat.
El mateix argument, però amb el paper d'en Mortadel·lo en lloc del professor Bacteri apareix en la historieta curta "El Supergamberro".

## Els monstres
Els monstres ("Los monstruos", originalment en castellà) és la setzena història llarga que va dibuixar Francisco Ibáñez sobre Mortadel·lo i Filemó. Va ser publicada el 1973.
El professor Bacteri ha inventat un aparell mitjançant el qual els personatges literaris poden cobrar vida. N'hi ha prou amb posar-hi el llibre corresponent i els personatges que contingui la cobraran. Per provar-lo hi posa un llibre de la Blancaneu, sense saber que s'havien canviat les pàgines interiors per la d'història dels monstres, de manera que han sorgit tot de monstres que ronden lliures per la ciutat (Frankenstein, el hombre lobo, Drácula, la momia, etc.) i que en Mortadel·lo i en Filemó hauran de capturar.

## L'elixir de la vida
L'elixir de la vida (L'elixir de la vida, en castellà) és la dissetena història llarga que va dibuixar Francisco Ibáñez sobre Mortadel·lo i Filemó. Va ser publicada el 1973.
El professor Von Nassen ha fugit de la presó i ha inventat un elixir que proporciona vida als objectes. Von Nassen aprofita aquest invent per dur a terme plans malvats i en Mortadel·lo i en Filemó l'hauran d'aturar.

## El circo
El circo (El circ, en castellà) és la divuitena història llarga que va dibuixar Francisco Ibáñez sobre Mortadel·lo i Filemó. Va ser publicada el 1973.
La TIA ha descobert que s'estan introduint en el país grans quantitats de material de contraban. Se sospita que passa la frontera amagat entre els objectes del circ "Sidral Circus" i que algun dels seus components n'és el culpable. Per tal d'investigar-ho, en Mortadel·lo i en Filemó intentaran entrar a formar part del circ.

## El antídoto
El antídoto (en català, L'antídot) és la dinovena història llarga que va dibuixar Francisco Ibáñez sobre Mortadel·lo i Filemó. Va ser publicada el 1973. El Super prova un invent del professor Bacteri per eliminar el mal de cap, però l'invent funciona malament i el cap del Super es transforma en una cap de porc. Per elaborar l'antídot que torni el Super a la normalitat el professor Bacteri necessita una fulla de Hierbajus apestosus repelentus. Aquesta planta només creix a la República de Bestiolandia, un país del que ningú n'ha aconseguit sortir. En Mortadel·lo i en Filemón hi hauran d'anar, aconseguir la planta i tornar amb vida. Per a això comptaran amb l'ajuda d'un invent del professor Bacteri, el mimetitzador camaleònic, que permet a la persona que el fa servir convertir-se durant un moment en l'objecte que estigui més pròxim. Amb les disfresses d'en Mortadel·lo i el mimetitzador intentaran passar desapercebuts.

## Els invasors
Els invasors ("Los invasores", originalment en castellà) és la vintena història llarga que va dibuixar Francisco Ibáñez sobre Mortadel·lo i Filemó. Va ser publicada a cavall del 1973 i del 1974. El 1990 va ser republicada en català en la col·lecció Mestres de l'Humor.
Els extraterrestres volen envair la Terra. En Mortadel·lo i Filemó tenen la tasca d'evitar-ho.

## Los cacharros majaretas
Los cacharros majaretas és la vint-i-unena història llarga que va dibuixar Francisco Ibáñez sobre Mortadel·lo i Filemó. Va ser publicada el 1974.
La T.I.A. vol entrar a formar part de la M.O.S.C.A. (Mundial Organization Secreten Control Agency). Aquesta organització exigeix que les seves filials tinguin uns moderns sistemes de transport i els vehicles de la T.I.A. són una mica antics. Per aconseguir entrar a la M.O.S.C.A. la T.I.A. s'ha proposat renovar els seus mitjans de transport, pel que comptarà amb l'ajuda del professor Bacteri, que dissenyarà i fabricarà els vehicles i en Mortadel·lo i en Filemó els hauran de provar.

## ¡A las armas!
¡A las armas! (A les armes!, originalment en castellà) és la vint-i-dosena història llarga que va dibuixar Francisco Ibáñez sobre Mortadel·lo i Filemó. Va ser publicada el 1974. L'armament de la TIA ha quedat molt antiquat. Es decideix renovar-lo i comprar els últims avenços en tecnologia armamentística. La missió d'en Mortadel·lo i d'en Filemó serà revisar-les i experimentar-ne el seu ús, amb fatídiques conseqüències per a ells i els que els envolten.

## El plano de Alí-Gusa-No
El plano de Alí-Gusa-No (El plànol d'Alí-Gusa-No, originalment en castellà) és la vint-i-tresena història llarga que va dibuixar Francisco Ibáñez sobre Mortadel·lo i Filemó. Va ser publicada el 1974.
Un estafador moro anomenat Ali-gusa-no va vendre a deu persones un terreny molt assolellat per diversos milions. Ali-gusa-no va firmar el contracte en el mateix plànol del terreny i el va partir en deu parts, una per a cada un dels compradors. El terreny molt assolellat va resultar res el desert de Bab el Sek-Ajo, que no val res. Però ara s'ha descobert que hi ha urani enriquit i que qui poseeixi els deu trossos del plànol del terreny es farà milionari. L'A.B.U.E.L.A. (Agentes Bélicos Ultramarinos Especialistas Líos Aberrantes, Agents Bèl·lics Ultramarins Especialistes en Embolics Aberrants) vol aconseguir aquests trossos costi el que costi.
En Mortadel·lo i en Filemó n'han de trobar els compradors, protegir-los i reunir els trossos del plànol, per legalitzar el terreny i que així els amos puguin aconseguir la seva part del diner. Un dels compradors és en Filemó.

## ¡Pánico en el zoo!
Algú està realitzant estranys experiments als animals del zoo de la ciutat. Aquesta persona canvia les característiques dels animals entre si, aconseguint així criatures amb propietats desbaratades. Gràcies a aquest mètode pot fer servir aquests animals per a perpetrar maleses.
En Mortadel·lo i en Filemó hauran de descobrir el criminal i evitar que els animals cometin delictes.

## Concurso oposición
Concurs oposició (Concurso oposición, originalment en castellà) és la vint-i-cinquena història llarga que va dibuixar Francisco Ibáñez sobre Mortadel·lo i Filemó. Va ser publicada el 1975 i el 1989 es va republicar en català a la col·lecció Mestres de l'Humor. Els agents de la TIA són tots molt vells. La TIA vol incrementar la plantilla d'agents mitjançant un concurs d'oposició. En Mortadel·lo i en Filemó s'encarregaran d'organitzar el concurs i de posar a prova els aspirants.

## Los mercenarios
Els mercenaris (Los mercenarios, originalment en castellà) és la vint-i-sisena història llarga que va dibuixar Francisco Ibáñez sobre Mortadel·lo i Filemó. Va ser publicada el 1975 i el 1990 es va republicar en català a la col·lecció Mestres de l'Humor.
La república de Percebelandia es troba en problemes, ja que Cefalopodia, el país veí, vol envair-la. Per a això ha contractat a uns mercenaris, soldats que lluiten a canvi de diners. En Mortadel·lo i en Filemó es posaran a les ordres de Chirimoyo II, president de Percebelandia i intentaran evitar que els mercenaris tinguin èxit. Si ho aconsegueixen el president els recompensarà amb una gran suma de diners.

## Objetivo: eliminar al Rana
Objetivo: eliminar al Rana és la vint-i-setena història llarga que va dibuixar Francisco Ibáñez sobre Mortadel·lo i Filemó. Va ser publicada per entregues entre el 1975 i el 1976.
El «Rana», el cap de l'organització enemiga enemiga H.I.G.O. (Hermandad Internacional Gamberros Orbitales, on higo es pot traduir per 'figa' i l'organització 'Germanor Internacional de Trapelles Orbitals'), prova d'assassinar el Superintendent.
En Mortadel·lo i en Filemó s'infiltraran en l'HIGO i una vegada dintre provaran d'eliminar el «Rana», però no els serà tan fàcil com pensaven liquidar aquest personatge conegut per sortir indemne de situacions perilloses sense ni tan sols adonar-se'n.

## Misión de perros
Misión de perros és la vint-i-vuitena història llarga que va dibuixar Francisco Ibáñez sobre Mortadel·lo i Filemó. Va ser publicada per entregues entre el 1976.
El profesor Bacteri ha assistit a un concurs de bellesa canina amb una jaqueta sobre la qual havia estat dormint el seu gat. Els gossos l'assalten en olorar-lo i un d'ells s'ha empassat una càpsula atòmica capaç de fer volar la ciutat pels aires, que el professor duia a la butxaca. Per neutralitzar el potent explosiu, el gos ha d'ingerir un botifarró especialment preparat pel professor. Como és habitual, no se sap quin és el gos que va ingerir la càpsula, de manera que en Mortadel·lo i en Filemó han d'administrar el botifarró a tots els gossos.

## Los secuestradores
Los secuestradores (Els segrestadors) és la vint-i-novena història llarga que va dibuixar Francisco Ibáñez sobre Mortadel·lo i Filemó. Va ser publicada el 1976.
Mac el grajo, Bernabe el simio i Rosendo el gordo intenten segrestar el professor Bacteri però no ho aconsegueixen i són detinguts. A l'interrogatori confessen que pertanyen a una banda que té preparats una sèrie de segrests. En Mortadel·lo i en Filemó seran els encarregats de protegir les víctimes i de capturar els segrestadors.

## La gallina de los huevos de oro
La gallina de los huevos de oro (La gallina dels ous d'or, en català) és la trentena història llarga que va dibuixar Francisco Ibáñez sobre Mortadel·lo i Filemó. Va ser publicada el 1976.
El professor Bacteri assaja amb la seva gallina "Sarita" un pinso perquè pongui els ous d'or. L'experiment funciona, però la "Sarita" s'escapa. En Mortadel·lo i en Filemó l'hauran de trobar abans que algú altre s'apoderi de la fortuna.

## El caso del calcetín
El caso del calcetín (El cas del mitjó, en català) és la trenta-unena història llarga que va dibuixar Francisco Ibáñez sobre Mortadel·lo i Filemó. Va ser publicada el 1976.
Una organització enemiga ha robat una fórmula per produir energia nuclear a base d'aglans. Per passar-la per la frontera l'han camuflada en un mitjó que va comprar un turista. Però se'n va perdre la pista i només es coneix l'autobús en el que va viatjar. En Mortadel·lo i en Filemó, ajudats per una llista de passatgers d'aquest autobús hauran de recuperar el mitjó abans no ho aconsegueixi l'enemic.

## El brujo
El brujo (El bruixot) és la trenta-dosena història llarga que va dibuixar Francisco Ibáñez sobre Mortadel·lo i Filemó. Va ser publicada el 1977.
Atilo Pérrez, cap de la FEA (Federació d'espies associats) ha contractat els serveis d'un bruixot, Aniceto Papandujo, perquè acabi amb el Super. El bruixot gràcies a la seva màgia posarà en perill la vida del Super. En Mortadel·lo i en Filemó hauran de protegir el Super i detenir el bruixot.

## ¡Soborno!
¡Soborno! (Suborn!) és la trenta-tresena història llarga que va dibuixar Francisco Ibáñez sobre Mortadel·lo i Filemó. Va ser publicada el 1977.
S'estan perpetrant una sèrie de suborns a la ciutat. El culpable és en Rodolfo Cobardino i la seva banda, suborna a tot el món per aconseguir els seus propòsits. En Mortadel·lo i en Filemó hauran d'aconseguir proves per poder engarjolar-lo.

## Los guardaespaldas
Els goril·les (Los guardaespaldas, originalment en castellà) és la trenta-quatrena història llarga que va dibuixar Francisco Ibáñez sobre Mortadel·lo i Filemó. Va ser publicada el 1977. El 1990 es va reimprimir en català dintre de la col·lecció Mestres de l'Humor.
En Mortadel·lo i en Filemó hauran d'acompanyar a una dona gran, Francis Urracson, en un viatge de plaer al voltant del món. La dona sospita que algun dels seus hereus la voldrà assassinar durant el viatge per quedar-se amb la seva fortuna. En Mortadel·lo i en Filemó es convertiran en els seus goril·les.

## Mundial 78
Mundial 78 és la trenta-cinquena història llarga que va dibuixar Francisco Ibáñez sobre Mortadel·lo i Filemó. Va aparèixer per episodis entre el 1977 i el 1978, any en què es va publicar en àlbum. Va ser el primer cop en què una aventura dels dos personatges es va publicar simultàniament en tapa tova i dura i que l'Ibáñez dibuixava una portada diferent per a cada un dels àlbums, això últim més habitual des de llavors.
Mondonguillo I, president de la República africana del Mondongo, vol organitzar el mundial de futbol, però la FIFA no li ha concedit l'organització. Mondonguillo I intentarà venjar-se sabotejant el mundial 78. En Mortadel·lo i en Filemó hauran d'impedir-ho i per no aixecar sospites participaran amb la selecció espanyola. Per si no n'hi hagués prou, el professor Bacteri els acompanyarà amb els seus invents.

## Los gamberros
Los gamberros és la trenta-sisena història llarga que va dibuixar Francisco Ibáñez sobre Mortadel·lo i Filemó. Va aparèixer per episodis el 1978, any en què es va publicar en àlbum.
En aquest àlbum apareix per primera vegada el personatge de la senyoreta Ofèlia, introduint-hi el gag recorrent de mostrar al començament de cada capítol el contrast de l'enamorament d'aquesta d'en Mortadel·lo front el tracte groller que ella rep per part de tots dos agents.
La HIGA (Hermandad insoportable de gamberros arrejuntados, que vol dir Germanor insuportable de brètols reunits) és una nova agrupació que es dedica a fer bretolades per tot arreu per provocar el caos en les institucions del país. La tasca d'en Mortadel·lo i en Filemó és la d'engarjolar-los.

## Contrabando
Contraban (Contrabando, originalment en castellà) és la trenta-setena història llarga que va dibuixar Francisco Ibáñez sobre Mortadel·lo i Filemó. Va aparèixer per episodis el 1978, any en què es va publicar en àlbum. El 1990 va ser republicat en català a la col·lecció Mestres de l'Humor.

## La máquina de copiar gente
La màquina de copiar gent (La máquina de copiar gente en castellà) és la trenta-vuitena història llarga que va dibuixar Francisco Ibáñez sobre Mortadel·lo i Filemó. Va aparèixer per episodis el 1978, any en què es va publicar en àlbum.
La màquina que dona títol al còmic apareix a la pel·lícula del 2003 de La gran aventura de Mortadel·lo i Filemó.
Han robat l'últim invent del professor Bacteri, la "màquina de copiar gent". Aquesta màquina serveix per a copiar persones amb una personalitat diferent. Per una banda s'introdueix una fotografia de la persona que es desitja copiar i per l'altra s'introdueix l'encefalograma amb el tipus de mentalitat que es desitja. El resultat és una còpia exacta del subjecte però amb una mentalitat diferent.
En Mortadel·lo i en Filemó seran els encarregats de recuperar l'invent robat i evitar que les còpies de persones fetes pel lladre perpetrin delictes.

## Los "bomberos"
Los "bomberos" és la trenta-novena història llarga que va dibuixar Francisco Ibáñez sobre Mortadel·lo i Filemó. Va aparèixer per episodis entre el 1978 i el 1979, any en què es va publicar en àlbum.
En Mortadel·lo i en Filemó s'enfronten a una banda de brètols, que per dur a terme les seves maleses fa servir bombes de tota classe.

## El transformador metabólico
El transformador metabòlic (El transformador metabólico en castellà) és la quarantena història llarga que va dibuixar Francisco Ibáñez sobre Mortadel·lo i Filemó. Va ser publicada el 1979.
És l'última de les aventures en què la història està dividida en cinc tires de vinyetes per pàgina en comptes de les quatre que hi haurà posteriorment.
Al professor Bacteri se li ha trencat una probeta que contenia un virus de la seva invenció. Aquest virus, que se'ha escampat per tot l'edifici de la T.I.A., canvia radicalment les persones (el fluix el torna fort, l'honrat el torna lladre, l'Ofèlia pesa tan poc que sura a l'aire, etc.). Alguns empleats de la T.I.A. es contaminaran d'aquest virus provocant situaciones inverosímils, pel que hauran de ser localitzats i curats.

## ¡A por el niño!
El rapte del nen (¡A por el niño! originalment en castellà) és la quaranta-unena història llarga que va dibuixar Francisco Ibáñez sobre Mortadel·lo i Filemó. Va ser publicada el 1979, Any Internacional del Nen, servint per a commemorar-lo. Es va republicar en català el 1990 en la col·lecció Mestres de l'Humor d'Edicions B.
En aquest àlbum es presenta un canvi en l'estructura que afectarà tots els còmics posteriors fins a l'últim. En la publicació setmanal, en comptes de sortir quatre pàgines de Mortadel·lo com llavors hi surten sis. L'àlbum segueix tenint quaranta-quatre pàgines, però en comptes de dividir-se en onze capítols de quatre pàgines es divideix en vuit capítols, els sis primers de sis pàgines i l'últim de vuit. Per equilibrar l'augment d'esforç que això comportava, els còmics van passar de tenir cinc tires de vinyetes per pàgina a tenir-ne quatre. Això farà que d'ara endavant el còmic pugui disposar de fons més elaborats i de més bromes en segon pla no relacionades amb la història, però al mateix temps perd densitat de narració i els gags es desenvolupen amb menys vinyetes.
Uns segrestadors volen raptar un nen fill d'un milionari director de banc, per demanar-ne un rescat. En Mortadel·lo i en Filemó tenen la missió d'anar a la seva escola per protegir-lo a ell i a la resta de companys de classe.

## La gente de Vicente
La gente de Vicente és la quaranta-dosena història llarga que va dibuixar Francisco Ibáñez sobre Mortadel·lo i Filemó. Va ser publicada el 1979.
Davant la creixent ona de criminalitat que assola al país el "Súper" decideix crear un grup d'elit anomenat "LA gente de Vicente" (emmirallant-se en la sèrie SWAT que a Espanya es va emetre com a "Los hombres de Harrelson", Els homes d'en Harrelson). Com no disposa de ningú més, no li queda més remei que recórrer a en Mortadel·lo i en Filemó.
La meitat dels casos a resoldre solen ser estúpids malentesos i no hi ha cap crim. I quan n'hi ha un de veritat o ve no acaben ve la missió o ve la resolen d'una manera bèstia.

## Secuestro aéreo
Secuestro aéreo (Segrest aeri en català) és la quaranta-tresena història llarga que va dibuixar Francisco Ibáñez sobre Mortadel·lo i Filemó. Va ser publicada el 1979.
En Mortadel·lo i en Filemó són els encarregats de detenir un criminal que es dedica a segrestar avions.

## Olimpiada 1980
Olimpiada 1980 és la quaranta-quatrena història llarga que va dibuixar Francisco Ibáñez sobre Mortadel·lo i Filemó. Va ser publicada el 1980. En ser anys tard els drets comprats per Ediciones B es va rebatejar com a Moscú-80 (Moscou-80).
Un grup de polítics vol que Espanya fracassi als Jocs Olímpics a Moscú de 1980 perquè hi hagi dimissions i així poder-se fer amb els càrrecs vacants. Per això han enviat a un agent de la SOBRINA (Sindicato Organizador Bollos Reivindicantes Inter Nacionales Atlético, que vol dir Sindicat Organitzador Merders Reivindicants Inter Nacionals Atlètic i l'acrònim es tradueix com a NEBODA). Aquest agent provarà d'induir als atletes espanyoles a la vaga amb qualsevol pretext.
En Mortadel·lo i en Filemó, acompanyats pel Super aniran a Moscou a impedir que els atletes facin vaga, i si cap atleta es posa en vaga (o queda inhabilitat) en Mortadel·lo i en Filemó el substituiran.
En aquest àlbum apareixen tots els tòpics sobre la Unió Soviètica i la guerra freda: estàtues de Lenin, agents del KGB, deportacions a Sibèria, això com el llavors premier soviètic Brézhnev.

## La elasticina
La elasticina és la quaranta-cinquena història llarga que va dibuixar Francisco Ibáñez sobre Mortadel·lo i Filemó. Es va publicar el 1980.
El professor Bacteri inventa l'elasticina, un gas que torna elàstic tot el que toca. Però un laadre, Rosendo el Cascote roba la fórmula, de manera que podrà robar impunement. En Mortadel·lo i en Filemó l'hauran de detenir.

## Kilociclos asesinos
Kilociclos asesinos és la quaranta-sisena història llarga que va dibuixar Francisco Ibáñez sobre Mortadel·lo i Filemó. Es va publicar el 1980.
En Bruno el Megavatio es fuga de la presó i es vol venjar del Súper per haver-lo tancat. Per a això, aquest radiotècnic es val d'un invent seu: l'emissor de kilocicles assassins, unes ones que anul·len la voluntat de les persones. En Megavatio intenta colar a diferents persones un receptor d'ones disfressat d'objecte quotidià i així les sotmet a les seves ordres de matar el Súper. En Mortadel·lo i en Filemó hauran de frustrar el seu pla.

## Ladrones de coches
Ladrones de coches és la quaranta-setena història llarga que va dibuixar Francisco Ibáñez sobre Mortadel·lo i Filemó. Es va publicar el 1980.
Cada dia hi ha més robatoris de cotxes a la ciutat i últimament la situació és alarmant. En Mortadel·lo i Filemó haurà d'acabar amb aquesta onada de robatoris.

## Lo que el viento se dejó
Lo que el viento se dejó (Allò que el vent es va deixar) és la quaranta-vuitena història llarga que va dibuixar Francisco Ibáñez sobre Mortadel·lo i Filemó. Es va publicar el 1981.
El nom de l'àlbum és una burla del títol de la pel·lícula Allò que el vent s'endugué, malgrat no tenir cap relació amb l'argument.
Mulatordarregui el bestiajo ha estat condemnat a 20 anys de presó. Els integrants de la seva banda demanen que el deixin en llibertat o volaran Villarrebuzno del monte. Per a això el vent, lloc tinent de la banda, ha col·locat en aquest poble un potent explosiu. La missió d'en Mortadel·lo i d'en Filemó serà trobar el que el vent es va deixar a Villarrebuzno (que és una bomba amagada en uns trofeus de les Olimpíades.)

## La brigada bichera
La brigada bichera (La brigada bestiolera, en castellà) és la quaranta-novena història llarga que va dibuixar Francisco Ibáñez sobre Mortadel·lo i Filemó. Es va publicar el 1981.
La TIA vol modernitzar-se i per això forma la brigada bichera consistent en una sèrie d'animals per ajudar els agents a realitzar les seves missions (un porc especialista a buscar bombes, un gos per seguir pistes, un voltor per trobar cadàvers, una cabra per missions al mont, etc.). Per aconseguir tot això el professor Bacteri aplicarà als animals un invent que els permetrà potenciar les seves qualitats. En Mortadel·lo i en Filemó hauran de provar tots els animals.

## Tete Cohete
Tete Cohete és la cinquantena història llarga que va dibuixar Francisco Ibáñez sobre Mortadel·lo i Filemó. Es va publicar el 1981. En aquest còmic l'autor barreja un dels seus personatges, en Tete Cohete, en una aventura d'en Mortadel·lo i en Filemó.
En Tete Cohete és el fill d'un veí d'en Mortadel·lo. Aquest l'ha dut a la TIA perquè vegi l'organització per dintre. En Tete Cohete és molt aficionat a la mecànica, als cotxes i als motors. Per culpa d'aquestes aficions causarà el caos dintre de la TIA.

## En marcha el mundial 82
En marcha el mundial 82 (En marxa el mundial 82) és la cinquanta-unena llarga que va dibuixar Francisco Ibáñez sobre Mortadel·lo i Filemó. Es va publicar el 1981. En republicar la historia en la col·lecció Olé es va rebatejar com a Mundial 82.
El grup terrorista P.E.P.A. (Pueblabruta exige plena autonomía, Poblabrètola exigeix plena autonomia) aprofitarà el Mundial 82 que se celebra a Espanya per cridar l'atenció sobre la seva causa. En Mortadel·lo i en Filemó hauran d'evitar els atemptats d'aquest grup i acabar amb els seus integrants.
El crit de guerra del grup terrorista és Viva la Pepa, que és el crit que es feia per donar suport a la constitució de Cadis de 1812 que havia estat aprovada en el dia de Sant Josep.
Aquest no és el còmic de la col·lecció dedicat al mundial de futbol, sinó que ho és el que es diu Queda inaugurado el mundial 82. Com que se celebrava a Espanya, i tenia més tirada mediàtica per al lector, es va decidir que hi hagués dos còmics relacionats amb aquest esdeveniment.

## En Alemania
En Alemania és la cinquanta-tresena història llarga que va dibuixar Francisco Ibáñez sobre Mortadel·lo i Filemó. Es va publicar per capítols entre 1981 i 1982, compilant-se en àlbum aquest darrer any.
Uns lladres han robat les joies de la corona britànica, i la policia britànica sol·licita la cooperació de la T.I.A., ja que són lladres espanyols. En Mortadel·lo i en Filemó descobreixen la identitat dels subjectes, El "Rata"' i el "Paquidermo", i que aquests varen amagar les joies dins d'un enviament a Berlín. Així doncs, intenten avançar-s'hi, però després hauran de recórrer Alemanya a la recerca de les joies.
En l'Alemanya d'aquest àlbum el Mur de Berlín segueix dempeus, i per a la seva aventura pel país en Mortadel·lo i en Filemó hauran de travessar-lo. Molts dels tòpics dels alemanys són el tema principal dels capítols: la longevitat dels berlinesos, l'escassetat d'habitatge, la disciplina dels bavaresos, el Carnaval de Colònia... n'Ibáñez no fa acudits del nazisme que podrien haver provocat rebuig entre el lector alemany. Sí que hi ha un acudit en què en Mortadel·lo i en Filemó se les heuen amb uns militars (en la frontera amb la RDA), i un soldat es prepara per "contraatacar als aliats desembarcats a Normandia".
N'Ibáñez va realitzar aquest còmic degut al gran èxit dels seus personatges a Alemanya, tanmateix els acudits referents al Mur de Berlín, que en aquells temps i moments era un tabú, varen ser censurats.

## El balón catastrófico
El balón catastrófico (La pilota catastròfica, en català) és la cinquanta-cinquena història llarga que va dibuixar Francisco Ibáñez sobre Mortadel·lo i Filemó. Es va publicar per capítols el 1982, compilant-se en àlbum aquest mateix any. El "balón catastrófico" és una pilota de futbol inflada amb un gas bacteriològic que converteix en ruc a qui l'aspira. L'han preparat uns terroristes a les ordes del coronel Gamberraffi, de Gibia, per atemptar als "Estados Juntitos de Norteamérica" (nom burla dels EUA). Però aquest pla per convertir la població en rucs surt malament i la pilota s'extravia a Espanya. La missió d'en Mortadel·lo i en Filemó és trobar aquesta pilota i destruir-la, tenint en compte que també els terroristes l'estan buscant. I per a immunitzar-se'n prendran contra la seva voluntat un antídot del professor Bacteri. Al llarg del còmic, el Súper encarrega diferents missions a en Mortadel·lo i a en Filemó per acabar amb el contrban.

## Billy "El Horrendo"
Billy "El Horrendo" (Billy "L'Horrible", en català) és la cinquanta-sisena història llarga que va dibuixar Francisco Ibáñez sobre Mortadel·lo i Filemó. Es va publicar per capítols el 1982, compilant-se en àlbum aquest mateix any. Billy el "Horrendo", un dels criminals més brètols i horripilants que existixen, ha atracat el Banco Jeando (Banc Oixejant). La TIA ha trobat una pista del seu amagatall i enviarà a en Mortadel·lo i en Filemó a capturar-lo i a recuperar el diner robat.

## ¡Hay un traidor en la T.I.A.!
¡Hay un traidor en la T.I.A.! (Hi ha un traïdor a la T.I.A., en català) és la cinquanta-setena història llarga que va dibuixar Francisco Ibáñez sobre Mortadel·lo i Filemó. Es va publicar per capítols el 1983, compilant-se en àlbum aquest mateix any.
Els plans que desenvolupa la T.I.A per protegir a alts càrrecs se'n van en orris i sempre fallen, l'enemic sempre els coneix. El Súper mana a en Mortadel·lo i en Filemó d'investigar a tots els agents de la T.I.A, ja que creu que hi ha un traïdor. Així, en Mortadel·lo i en Filemó comencen una dissimulada i llarga investigació de tots els agents.

## El bacilón
El bacilón és la cinquanta-vuitena història llarga que va dibuixar Francisco Ibáñez sobre Mortadel·lo i Filemó. Es va publicar per capítols el 1983, compilant-se en àlbum aquest mateix any. La contaminació a la ciutat cada dia és més elevada. Hi ha brutícia, microbis, bacils, etc. Tal és el punt de contaminació que, de sobte i sense previ avís, sorgeix un bacil de proporcions impensables, "El Bacilón". Aquest bacil espanta la gent de la ciutat i en Mortadel·lo i en Filemó l'hauran de trobar i acabar amb ell.

## El caso de los señores pequeñitos
El caso de los señores pequeñitos (El cas dels senyors petitonets, en castellà) és la cinquanta-dosena història llarga que va dibuixar Francisco Ibáñez sobre Mortadel·lo i Filemó. Es va publicar per capítols el 1981, compilant-se en àlbum aquest mateix any.
El professor Bacteri ha inventat la solució XJ-73, un reconstituent que converteix a qui se'l pren en un superhome. Per equivocació el Super confon l'ampolla de l'invent amb una ampolla de vi i se la serveix als seus convidats. El beuratge funciona malament i el Súper es torna petitonet. Llavors envia en Mortadel·lo i en Filemó a buscar als convidats per si també es tornen petits. En Mortadel·lo i en Filemó hauran de portar aquests senyors petitonets cap a la TIA perquè el professor Bacteri pugui aplicar-los un antídot.

## Queda inaugurado el mundial 82
Queda inaugurado el mundial 82 és la cinquanta-quatrena història llarga que va dibuixar Francisco Ibáñez sobre Mortadel·lo i Filemó. Es va publicar per capítols entre el 1982, compilant-se en àlbum aquest mateix any. Anys més tard, Ediciones B va reanomenar l'àlbum com a Mundial 82 Bis.
Com que el mundial de futbol del 1982 es va jugar a Espanya, era un tema de gran tirada mediàtica que permetia fer-ne dos àlbums. El primer va ser En marcha el mundial 82, fet l'any anterior.
Una de les seleccions que ha de participar en el mundial de futbol del 1982 ha estat raptada i suplantada per un equip d'espies que van a Espanya per descobrir el seu poder militar. Per a descobrir-los, el Súper insta Mortadel·lo i Filemó a jugar en l'equip espanyol per a descobrir els espies, als quals només podran identificar d'una manera: en no ser futbolistes professionals, són molt dolents jugant al futbol.

## El ascenso
El ascenso (L'ascens) és la cinquanta-novena història llarga que va dibuixar Francisco Ibáñez sobre Mortadel·lo i Filemó. Es va publicar per capítols el 1983, a la revista Super Mortadelo, compilant-se en àlbum aquest mateix any. Ha quedat vacant la plaça de director general a la central que la TIA té a Cincinnati. Per a escollir l'agent que obtindrà el càrrec, la TIA repartirà punts per la captura de malfactors. L'agent que més punts obtingui aconseguirà l'ascens. En Mortadel·lo, en Filemó, l'Ofèlia, el Bacteri i la resta d'agents faran tot el possible per sumar punts.

## La estatua de la libertad
La estatua de la libertad (L'estàtua de la llibertat) és la seixantena història llarga que va dibuixar Francisco Ibáñez sobre Mortadel·lo i Filemó. Es va publicar per capítols entre 1983 i 1984, primer a la revista Super Mortadelo i acabant-ho a la revista Mortadelo a seques, compilant-se en àlbum de la col·lecció Olé aquest mateix any.
En Mortadel·lo escolta una conversa sospitosa i se n'assabenta que atemptaran contra l'Estàtua de la Llibertat. Immediatament, en Mortadel·lo i en Filemó partiran cap a Nova York per intentar impedir-ho. En aquest viatge els acompanyarà l'Ofèlia, malgrat no els faci massa il·lusió.

## Testigo de cargo
Testigo de cargo (Testimoni de càrrec) és la seixanta-unena història llarga que va dibuixar Francisco Ibáñez sobre Mortadel·lo i Filemó. Es va publicar per capítols el 1984, essent temporalment interrompuda per intercalar-hi l'aventura Los Angeles 84, acabant-se compilant en àlbum de la col·lecció Olé aquest mateix any. Hi ha hagut un atemptat en el "Aullido Vespertino" i l'únic testimoni és el grum anomenat Sacarino, personatge també de l'Ibáñez, que en aquest àlbum fa un crossover. Si en les seves aventures ja embolicava la troca a la feina, fora d'aquestes tampoc es queda curt. El superintendent creu que el terrorista intentarà liquidar en Sacarino abans del judici i n'encarrega la protecció a en Mortadel·lo i en Filemó. Amb tot, sembla que en Mortadel·lo i en Filemó necessitin més protecció que ell. La història és anomenada igual que la pel·lícula de Billy Wilder, Testimoni de càrrec.

## Los Angeles 84
Los Ángeles 84 és la seixanta-dosena història llarga que va dibuixar Francisco Ibáñez sobre Mortadel·lo i Filemó. Va començar a publicar-se per capítols al llarg del 1984, interrompint de forma sobtada la història Testigo de cargo que prosseguiria havent finalitzat aquesta, per així poder fer coincidir la sèrie amb les olimpíades. Aquell mateix any es van reunir els capítols en un àlbum. En Mortadel·lo i en Filemó són escollits junt amb el professor Bacteri per a protegir la delegació espanyola que participa en les olimpíades de Los Ángeles 1984. En arribar a la seu de la delegació olímpica, l'assistent del President del Comitè els confon amb dos bons esportistes i el seu preparador. Quan arriben a Los Angeles els obliguen a participar en les diferents disciplines sense guanyar cap medalla per a Espanya, per desgràcia del President olímpic espanyol. Fins ara, les aventures olímpiques començaven sense cap introducció, amb el Superintendent Vicent cridant la parella d'agents. En aquesta hi ha unes vinyetes en què es veu com el Comitè Olímpic decideix d'anar als Jocs.

## El cacao espacial
El cacao espacial (El merder espacial) és la seixanta-tresena història llarga que va dibuixar Francisco Ibáñez sobre Mortadel·lo i Filemó. Va començar a publicar-se per capítols al llarg del 1984, però quan només li quedaven 12 pàgines va ser interrompuda a causa d'una intervenció a les vèrtebres d'Ibáñez, no acabant-se de publicar fins al 1985. Mentrestant es va publicar l'obra apòcrifa Que viene el fisco!, de dibuixant desconegut (no està firmada) i guió de Jesús del Cos.
A la seu de l'les Nacions Unides es reuneixen les grans potències per evitar entrar en guerra. Entre unes coses i altres no es posen d'acord i les nacions es preparen per a la guerra iniciant el llançament d'estacions orbitals. Espanya no pensa quedar-se enrere i engega un projecte per enviar a l'espai una nau espacial. En Mortadel·lo i en Filemó són escollits com a futurs astronautes del projecte.
Destaca a l'inici la tensa reunió de l'Assemblea General de l'ONU. Els líders estatunidenc i rus, Ronald Reagan i Leonid Bréjnev apareixen com dues persones de gran edat i atrotinades. El seu dur debat serà la clausura de la sessió.
D'altra banda, es barallen els representants del Regne Unit i Argentina, pel contenciós de las Malvines. No se'ls veu la cara, però el locutor informa que es tracta de la Primera Ministra, Margaret Thatcher. Participa també François Mitterrand. El Ministre d'Exteriors espanyol és Fernando Morán.
La frase J'ai perdu ma plume dans le jardin de ma tante (he perdut la meva ploma en el jardí de la meva tia), que Ibáñez reconeix que és l'únic que sap en francès, la pronunciarà un altre cop Mitterrand a l'Estadi Olímpic de Barcelona, a Barcelona 92.
Pepe Gotera y Otilio, personatges d'Ibáñez, són els constructors d'una de les naus. Precisament, l'única que ni tan sols arriba a enlairar-se del terra.

## El preboste de seguridad
El preboste de seguridad (El prebost de seguretat) és la seixanta-quatrena història llarga que va dibuixar Francisco Ibáñez sobre Mortadel·lo i Filemó. És el primer àlbum de Mortadel·lo que deixa de ser publicat per Bruguera, la qual, seguidament a aquesta història, va publicar la història apròcrifa signada per Bruguera Equip de El Crecepelo Infalible. No obstant això, Ibáñez encara hi va publicar una última història de El cochecito leré.
Està dividida en dues parts. La primera, de 24 pàgines, va aparèixer a la Revista Mortadelo de l'Editorial Bruguera el 1985, no essent recollida en àlbum fins al 1987 per Ediciones B. El 1986, però, ja havia aparegut la història sencera a Alemanya amb 44 pàgines. El públic espanyol es va haver d'esperar el 1994 per a poder veure el còmic sencer dintre la col·lecció Olé, on es va afegir una pàgina extra que feia de segona portada de la segona part i que a Alemanya no havia sortit. Excepcionalment, doncs, aquest còmic té 45 pàgines.
Estan a punt de celebrar-se unes eleccions i en el país cada dia hi ha més delinqüència. És per això que el Prebost de seguretat veu perillar el seu càrrec i demana ajuda a la TIA. El superintendent decideix que en Mortadel·lo i en Filemó ajudaran al prebost a acabar amb la delinqüència.

## El cochecito leré
El cochecito leré (El cotxet leré) és la seixanta-cinquena història llarga que va dibuixar Francisco Ibáñez sobre Mortadel·lo i Filemó. Va ser l'última còmic llarg que va fer de Mortadel·lo i Filemó abans de la marxa d'Ibáñez a l'editorial Grijalbo on, com que Bruguera retenia els drets de Mortadel·lo i Filemó, la qual produiria mentrestant diverses obres apòcrifes sense el seu consentiment, va veure's obligat a abandonar els seus personatges, abocant-se al dibuix de Chicha, Tato y Clodoveo, de profesión sin empleo.
La "P.E.P.A." (Produktion European Propotype Automobile) ofereix cent milions de dòlars a qui consigui fabricar un model d'automòbil segur, veloç i no contaminant. En Mortadel·lo i en Filemó seran els encarregats de provar els models de cotxes fabricats pel Professor Bacteri.

## ¡Terroristas!
¡Terroristas! és la seixanta-sisena història llarga que va dibuixar Francisco Ibáñez sobre Mortadel·lo i Filemó. És la primera història del parell d'agents que dibuixà després de marxar de l'Editorial Bruguera el 1985 i, havent-se quedat aquesta els drets dels personatges, estigués una temporada dibuixant Chicha, Tato y Clodoveo, de profesión sin empleo per Grijalbo. El 1986, Bruguera va fer fallida i això va fer que l'Ibáñez comencés a publicar aquesta història el 1987 a la revista "Yo y yo" que editava Grijalbo i que es va cancel·lar als sis números, deixant la història inacabada. Ediciones B la va recuperar en la revista Super Mortadelo, tot i que es va esperar el 1989. Més tard en publicaria l'àlbum.
Aquesta història és coneguda per ser la primera en què apareix la secretària Irma.
El terrorista Mat-arrat-as ha estat enxampat intentant posar una bomba a l'ambaixada dels Estats Units i ha estat engarjolat. Terroristes àrabs han iniciat una ofensiva per tot el món, col·locant bombes, per venjar el seu company. La secretària Irma s'ocuparà de la secció de terrorisme i encarregarà missions a en Mortadel·lo i en Filemó per detenir els terroristes.

## El huerto siniestro
El huerto siniestro (L'horta sinistra) és la seixanta-setena història llarga que va dibuixar Francisco Ibáñez sobre Mortadel·lo i Filemó.
Amb aquesta història l'Ibáñez entra de ple a Ediciones B (després d'abandonar Bruguera i d'haver passat per Grijalbo), publicant-la per capítols a la revista Mortadelo a partir del número 49.
La TIA vol estrenar armament. Armes amb un aspecte inofensiu però devastadores. Aquestes armes són un invent del professor Bacteri, qual les ha creades a la seva horta a partir d'hortalisses normals i corrents. Aquesta horta produeix gràcies a les investigacions del professor Bacteri, unes hortalisses que a simple vista semblen inofensives però cada una és una arma poderosíssima. En Mortadel·lo i en Filemó hauran d'anar les diferents armes que hi creixin: l'albergínia elàstica, el bitxo llançaflames, la pastanaga elèctrica, els alls bomba, el fong challenger, etc

## El estropicio metereológico
El estropicio metereológico (La trencadissa metereològica) és la seixanta-vuitena història llarga que va dibuixar Francisco Ibáñez sobre Mortadel·lo i Filemó.
És la primera que es va publicar a la revista Super Mortadelo per capítols.
El doctor Bacteri ha inventat una màquina capaç de canviar el clima i el Súper els ha ordenat a en Mortadel·lo i en Filemó que la provin, però per descomptat això atraurà greus conseqüències a l'edifici de la T.I.A i a la ciutat que veurà un gran canvi climàtic a cada segon.

## Los que volvieron de "allá"
Los que volvieron de "allá" (Els que tornaren d'"allà") és la seixanta-novena història llarga que va dibuixar Francisco Ibáñez sobre Mortadel·lo i Filemó.
Encara que l'hiatòria està firmada en el 1987, per algun motiu no es va recollir en àlbum fins al 1991.
El doctor Bacílez ha posat a punt un compost químic mitjançant el qual aconsegueix còpies d'éssers monstruosos (Dràcula, Drake el pirata, Àtila, Frankenstein, etc.), els quals fa servir per a delinquir. En Mortadel·lo i en Filemó hauran d'aturar els monstres i frustrar els plans del professor.

## Seúl 88
Seúl 88 (Seül 88) és la setantena història llarga que va dibuixar Francisco Ibáñez sobre Mortadel·lo i Filemó. Va ser publicada el 1987.
Els Jocs Olímpics reuneixen les persones més àgils, més fortes, més ràpides, etc. El professor Bacteri pretén transformar Margarito Mariposillo, una persona desnerida, en un superhome. Ha aconseguit desenvolupar-li una imponent i enganyosa musculatura, però li falta força, agilitat, etc. En Mortadel·lo i en Filemó hauran de viatjar als Jocs Olímpics de Seül per aconseguir ADN (cabells, ungles, etc..) dels millors atletes del món i així el Bacteri podrà crear un superhome.
És la primera història olímpica en què el malestar entre en Mortadel·lo i en Filemó i la resta de la delegació espanyola existeixen abans del viatge. Els dos agents es veuen obligats a viatjar a part perquè els atletes es neguen a viatjar amb ells. També és la primera amb una introducció sobre els esports, en una perspectiva històrica.
D'altra banda, ni en Mortadel·lo ni en Filemó en cap moment participen en les proves esportives, a diferència de l'ocorregut en les tres olimpíades anteriors.
Destaquen els gags pels xocs amb la cultura asiàtica: el comportament del grum al començament de cada capítol i els problemes amb el transport de l'hotel a la vila olímpica.

## La perra de las galaxias
La perra de las galaxias (La gossa de les galàxies, fent un joc de paraules amb la pronunciació de La Guerra de les Galàxies en castellà) és la setanta-unena història llarga que va dibuixar Francisco Ibáñez sobre Mortadel·lo i Filemó. Va ser publicada el 1988.
Cada dia hi ha més guerres al món. Ara es volen dur aquestes guerres a les galàxies. El professor Baldo Mero ha preparat les fórmules per dur a terme La Guerra de les Galàxies, però mor a mans d'uns agents enemics. L'única forma de recuperar aquestes fórmules és a través de Leididí (joc de paraules amb Lady Di), la gossa del professor. La missió d'en Mortadel·lo i en Filemó serà intentar recuperar les fórmules fent servir l'olfacte de la gossa.

## Los sobrinetes
Los sobrinetes és la setanta-dosena història llarga que va dibuixar Francisco Ibáñez sobre Mortadel·lo i Filemó. Va ser publicada el 1988. La majoria de les pàgines són fetes per Ibáñez, però algunes són fetes per Juan Manuel Muñoz.
En Mortadel·lo ha portat un nebodet perquè vegi la T.I.A. Es dona la casualitat de què en Filemó ha fet el mateix amb un nebodet seu. Tots dos s'assemblen als seus oncles, però són molt trapelles i faran maleses a la T.I.A.
La T.I.A. ha aconseguit proves per a encarcerar al Cefalopodo (Cefalòpode), i aquest raptarà sengles cosins del parell d'investigadors i exigirà com a rescat que els lliurin aquestes proves. En Mortadel·lo i en Filemó els hauran de rescatar.

## Los superpoderes
Los superpoderes és la setanta-tercera història llarga que va dibuixar Francisco Ibáñez sobre Mortadel·lo i Filemó. Està firmada el 1988 i va ser publicada entre 1988 i 1989. Després d'aquesta historieta va centrar-se a fer Chicha Tato y Clodoveo y les següents que es van anar publicant van ser apòcrifes.
El professor Bacteri ha inventat un sistema perquè els agents tinguin superpoders. En Mortadel·lo i en Filemó hauran de provar els superpoders que adquireixin (es convertiran en homes-invisibles, homes-elàstics, etc.). L'Irma i l'Ofèlia també tindran superpoders gràcias a l'invent del professor Bacteri.

## Mundial 2006
Mundial 2006 és la cent-cinquantena història llarga de Francisco Ibáñez amb Mortadel·lo i Filemó. És l'àlbum commemoratiu del mundial 2006 d'Alemanya.
Uns extraterrestres volen sabotejar el Mundial de futbol. Per evitar aquesta catàstrofe els dos agents de la TIA aniran al Mundial, no com a jugadors sinó com a fisioterapeutes.